# Tetraulax albofasciatus
Tetraulax albofasciatus är en skalbaggsart som beskrevs av Stefan von Breuning 1935. Tetraulax albofasciatus ingår i släktet Tetraulax och familjen långhorningar.
Artens utbredningsområde är:
- Ghana.
- Kenya.
- Sierra Leone.

Inga underarter finns listade i Catalogue of Life.